# Степанов, Андрей Владимирович
Андре́й Влади́мирович Степа́нов (укр. Андрій Володимирович Степанов; 11 июня 1978, Севастополь, Украинская ССР, СССР) — украинский футболист, нападающий, а в дальнейшем и защитник.

## Игровая карьера
Воспитанник детского футбольного клуба «Виктория» (Севастополь). Первый тренер — Репенков Евгений Евгеньевич. В 1992 году стал первым Чемпионом Украины по футболу среди юношей.
Во взрослый футбол начал играть в 1997 году в севастопольских командах «Черноморец» и «Чайка-ВМС». В 2003 году перешёл в симферопольскую «Таврию», где 3 августа того же года в игре с луцкой «Волынью» дебютировал в высшей лиге. В высшем дивизионе также защищал цвета «Волыни» и ПФК «Севастополь». С 2012 года играл в первой лиге в составе кировоградской «Звезды», которую покинул в июне 2014 года по обоюдному согласию.
В августе 2014 года был заявлен за «СКЧФ Севастополь-2» в чемпионат Крыма.